# 앙드레 김
앙드레 김(André Kim, (본명: 김봉남, 본명 한자: 金鳳男), 1935년 9월 21일 (1935년 음력 8월 24일) ~ 2010년 8월 12일)은 대한민국의 패션 디자이너이다.

## 학력
- 신도국민학교
- 고양중학교
- 한영고등학교
- 국제 패션 디자인 아카데미
- 문화복장학원

## 약력

### 한국 역사 처음의 남성 패션디자이너
경기도 고양군 신도면 구파발리 (현재의 서울특별시 은평구 진관동) 태생으로 신도국민학교와 고양중학교, 한영고등학교를 졸업했다. 그는 한국전쟁이 발발하자 부산으로 피난을 내려갔고, 우연히 극장에서 오드리 햅번이 주연으로 출연한 《화니 페이스》를 관람하고 패션에 매료되어 의상 디자이너가 되기 위한 준비를 시작했다. 당시만 해도 국내에서 의상을 가르치는 교육기관이 없어 그는 외국의 패션잡지 등을 구하여 독학을 하다가, 1961년 국제복장학원이 개설되자 1기 입학생이 되었다.
1962년 앙드레 김은 서울로 상경해 소공동에 '살롱 앙드레(앙드레 김 의상실)'을 오픈하여 한국 최초의 남성 패션디자이너가 되었으며 같은 해 반도 호텔에서 데뷔 패션쇼를 개최했다. 그의 의상실에 찾아온 초창기 손님 중 1명은 바로 엄앵란으로, 엄앵란은 앙드레 김 의상실에 걸려있는 콜렉션을 보고 단숨에 그에게 매료되어 인연을 맺고 연예계 생활 내내 그의 의상을 즐겨입었다.
1966년 앙드레 김은 한국 디자이너 최초로 프랑스 파리에서 패션쇼를 개최했고 이 후 미국 뉴욕, 싱가포르, 인도네시아 자카르타, 일본 도쿄, 말레이시아 쿠알라룸푸르에서 패션쇼를 연이어 개최하였다. 특히 그의 패션쇼에는 주한 외교관들이 모델로 올라 일종의 외교현장이 조성되기도 하였다.

### 활동
앙드레김은 1960년대 영화 배우 엄앵란 등의 옷을 만들며 알려지기 시작하였다. 1964년 열린 신성일-엄앵란 부부에 결혼식의 의상을 제공해 본격적으로 주목받기 시작하였으며, 1970년대부터 국내 유일의 남성 패션 디자이너로 활동하며 대중적인 인지도를 얻게 되었다. 1980년에 미스유니버스 대회의 주디자이너로 뽑혔으며, 1988년 서울 올림픽에서는 대한민국 대표팀의 선수복을 디자인하였다. 2006년에는 서울에서 '문화재 환수 기금 마련을 위한 패션쇼'를 열어 해외 유출 문화재의 반환에 대한 관심을 나타내었다. 특유의 한영 혼용체나 말투 등으로 인해 그의 성대모사가 사람들의 개인기 소재로 많이 쓰이기도 하였다. 닉쿤과 김태희와 같은 배우들이 한층 멋을 더해주었다. KD운송그룹의 유니폼은 그의 유일한 회사 유니폼 디자인이다. 2009년에는 롯데시네마의 영화티켓을 디자인하기도 하였다.
해외 연예인들에게도 그의 의상은 큰 사랑을 받았다. 나스타샤 칸스키, 브룩 쉴즈 등이 그의 의상을 구입하는 단골 고객이었다. 특히 마이클 잭슨이 그의 의상을 특별히 자주 착용한 것으로 유명한데, 1996년 한국에 첫 내한공연을 왔을 당시 앙드레김과 인연을 맺고 그의 의상에 매료되어 이후부터 그의 의상을 즐겨입었다. 마이클 잭슨은 앙드레김에게 자신의 전속 디자이너가 되어달라고 요청했으나, 앙드레 김은 "나는 대한민국을 대표하는 디자이너이기 때문에 한 가수의 전속이 될 수는 없다" 며 거절했다. 대신 마이클 잭슨에게 매년 맞춤복 수십벌을 판매하였으며 마이클 잭슨은 콘서트 무대보다는 공식석상이나 행사에서 앙드레 김의 의상을 입었다. 2002년 베를린에 방문했을 당시에도 앙드레 김의 옷을 입었고, 2009년 마이클 잭슨이 사망하기 전 가진 마지막 공식석상 'This is it'의 기자간담회에서도 앙드레 김의 의상을 입었다.
그는 2002년 한국 디자이너 최초로 몽골 울란바토르에서 패션쇼를 개최했으며, 이 후 2004년과 2006년에도 2차례 더 개최했다. 또한 2006년 12월에는 캄보디아 앙코르와트에서 최초로 패션쇼를 개최, 동아시아 문화와 패션의 파격적인 접목을 시도하여 주목을 받았다.

### 사망
2010년 8월 12일 저녁 7시 40분 경, 서울대병원 중환자실에서 폐렴과 대장암이 악화되어 향년 75세를 일기로 세상을 떠났다. 그는 이미 2005년 폐암 판정을 받았으나 주위에 알리지 않고 정상적으로 패션쇼 일정을 소화하는 등 초인적인 모습을 보여왔다. 그의 마지막 패션쇼는 2010년 3월 중국 상하이이에서 열린 패션쇼가 마지막이 되었다. 앙드레 김의 종교였던 불교의 방식대로 장례를 치른 후, 유해가 천안공원의 묘지에 묻혔다. 백남봉이 타계한 지 불과 2주일 후의 일이었다. 2010년 8월 13일 대한민국 금관문화훈장이 추서되었다.

## 주최 패션쇼
- 《1992 바르셀로나 올림픽 기념 국제패션쇼》 (1992년 7월 23일)
- 《하와이 한인이주 90주년 기념 패션쇼》 (1993년 8월 15일)
- 《예술의 전당 - 서울팝스 패션쇼》 (1993년 9월 1일)
- 《카이로 자선패션쇼》 (1994년 9월 22일)
- 《1994 유네스코 주최 자선패션쇼》 (1994년 12월 13일)
- 《1995 앙드레김 패션쇼》 (1995년 10월 12일)
- 《95' 패션과 음악의 만남》 (1995년 12월 4일)
- 《피라미드·스핑크스 대축제 : 한국-이집트 수교 1주년 기념》 (1996년 3월 8일)
- 《1996 애틀렌타 올림픽 기념 패션쇼》 (1996년 7월 15일)
- 《유네스코 창립 50주년 기념 - 앙드레김 패션디너쇼》 (1996년 12월 14일)
- 《97 동아시아 경기대회 기념 - 앙드레김 패션쇼》 (1997년 5월 13일)
- 《1997 서울국제패션컬렉션》 (1997년 6월 7일~23일)
- 《앙드레김 98' 패션예술의 대서사시》 (1997년 11월 29일)
- 《98 경주세계문화엑스포 개막축하 패션쇼》 (1998년 9월 11일)
- 《1999 인도산업박람회 - 앙드레김 패션쇼》 (1999년 2월 11일)
- 《앙드레김 스페셜 패션쇼》 (1999년 6월 7일)
- 《샌프란시스코 패션쇼 - 앙드레김의 날(Andre Kim's Day) 제정행사》 (1999년 11월 16일)
- 《환타지아 2000》 (1999년 12월 16일)
- 《시드니 2000 앙드레김 패션환타지아》 (2000년 7월 28일)
- 《2001 패션 환타지아》 (2000년 10월 19일)
- 《삼성플라자 분당점 3주년 기념 앙드레김 패션쇼》(2000년 11월 4일)
- 《2000 서울국제패션컬렉션》 (2000년 11월 24일~27일)
- 《BC카드 - 앙드레김 패션쇼》 (2000년 11월 29일)
- 《2000 유니셰프 자선의 밤 - 앙드레김 패션쇼》 (2000년 12월 4일)
- 《뉴 코리아 스트림 2001 신한류(新韓流)》 (2001년 5월 27일)
- 《한중수교 9주년 기념 패션쇼》 (2001년 8월 24일)
- 《2002년 앙드레김 패션 판타지아》 (2001년 11월 18일)
- 《심장병 어린이 돕기 자선패션쇼》 (2001년 11월 25일)
- 《2001 유니셰프 자선의 밤 - 앙드레김 패션쇼》 (2001년 12월 26일)
- 《2002 대구컬렉션 - 앙드레김 패션쇼》 (2002년 3월 14일)
- 《앙드레김 이너웨어 판타지아》 (2002년 4월 2일)
- 《2002 FIFA 월드컵 성공기념 패션쇼》 (2002년 4월 22일)
- 《유니셰프 세계아동평화축제 기념 앙드레김 패션쇼》 (2002년 5월 27일)
- 《2002 FIFA 월드컵 전야제 - 앙드레김 패션쇼》 (2002년 5월 30일)
- 《몽골리안 페스티벌 - 울란바토르》 (2002년 9월 17일)
- 《2002 영화의 날 - 앙드레김 패션쇼》 (2002년 10월 25일)
- 《2002 부산 국제섬유패션전시회》 (2002년 11월 14일~17일)
- 《2003 앙드레김 패션 판타지 - 베스트 스타 어워드》 (2003년 1월 8일)
- 《대구 지하철 참사 추모 및 해외의료봉사기금 마련 자선패션쇼》 (2003년 2월 22일)
- 《제2회 코리아 패션월드》 (2003년 3월 28일)
- 《대한민국 섬유패션대전 개막행사 - 앙드레김 패션쇼》 (2003년 4월 24일)
- 《서울외신기자클럽(SFCC) 초청 기념 패션쇼 - 앙드레김과 함께하는 한 여름밤의 꿈》 (2003년 5월 14일)
- 《간호사복 패션쇼》 (2003년 5월 29일)
- 《이라크전 어린이를 위한 패션쇼》 (2003년 5월 30일)
- 《앙드레김 키즈 패션쇼》 (2003년 6월 3일)
- 《2010 동계올림픽 유치 기념 패션쇼》 (2003년 6월 23일)
- 《2003 경주문화엑스포 기념 패션쇼》 (2003년 8월 14일)
- 《앙드레김 키즈 패션쇼》 (2003년 9월 5일)
- 《오페라 아이다 개막 전야 - 앙드레김 패션쇼》 (2003년 9월 17일)
- 《앙드레김 키즈 야외 패션쇼》 (2003년 10월 13일)
- 《앙드레김 패션쇼 - 한인 이주 100주년 기념》 (2003년 10월 18일)
- 《팝페라와 함께하는 앙드레김 패션쇼》 (2003년 11월 11일)
- 《프레타포르테 부산 2004 S/S COLLECTION 전야제》 (2003년 11월 19일)
- 《아프간 어린이 돕기 자선 패션쇼》 (2003년 12월 15일)
- 《2005 앙드레김 SPRING FANTASIA》 (2004년 4월 9일)
- 《2004 상하이 환타지아》 (2004년 4월 22일)
- 《하이 서울 페스티벌 2004 - 앙드레김 패션쇼》 (2004년 5월 8일)
- 《앙드레김 골프웨어 런칭 기념 패션쇼》 (2004년 6월 28일)
- 《2004 한중 우호의 밤 - 앙드레김 패션쇼》 (2004년 7월 16일)
- 《앙드레 김 & 사사다 패션쇼》 (2004년 7월 29일)
- 《2004 칭다오 앙드레 김 패션쇼》 (2004년 9월 22일)
- 《2004 제42회 영화의 날 기념식 - 앙드레김 패션쇼》 (2004년 10월 27일)
- 《명동 트루엔 모델하우스 오픈 기념 앙드레김 패션쇼》 (2004년 11월 12일)
- 《2004 앙드레김 베스트 스타 어워드》 (2004년 11월 15일)
- 《2004 프로축구 K리그 시상식 - 앙드레김 패션쇼》 (2004년 12월 29일)
- 《2004 한국프로골프대상 - 앙드레김 골프웨어 패션쇼》 (2005년 1월 20일)
- 《프리뷰 인 상하이 2005 - 개막 패션쇼》 (2005년 3월 23일)
- 《한국문화예술의밤 - 앙드레 김 패션 아트컬렉션》 (2005년 4월 10일)
- 《2005 부산 앙드레 김 패션쇼 - 환타지아》 (2005년 5월 2일)
- 《한일우정의 해 기념식 - 앙드레 김 패션쇼》 (2005년 5월 7일)
- 《트라펠리스 개관 기념 앙드레 김 패션쇼》 (2005년 7월 20일)
- 《서울대학교 박물관·미술관 후원의 밤》 (2005년 8월 25일)
- 《2005 앙드레김 패션쇼》 (2005년 10월 1일)
- 《세계지식 포럼 앙드레김 패션쇼》 (2005년 10월 12일)
- 《국립중앙박물관 이전개장 기념 앙드레 김 패션쇼》 (2005년 10월 22일)
- 《2005 제43회 영화의 날 기념 패션쇼》 (2005년 10월 31일)
- 《래미안 모델하우스 개장 기념 앙드레 김 패션쇼》 (2005년 11월 9일)
- 《앙드레 김 에코스타일 자선 패션쇼》 (2005년 11월 17일)
- 《2006 앙드레 김 패션아트 판타지아》 (2005년 11월 24일)
- 《2005 프레타포르테 전야제 - 앙드레 김 패션쇼》 (2005년 12월 1일)
- 《2005 KPGA 대상 - 앙드레김 골프웨어 패션쇼》 (2005년 12월 7일)
- 《2005 유니셰프 자선의 밤 - 에이즈 퇴치 자선 모금을 위한 앙드레 김 패션쇼》 (2005년 12월 13일)
- 《K리그 베스트 11 - 앙드레 김 패션쇼》 (2005년 12월 28일)
- 《2006 SBS 오픈 기념 앙드레 김 패션쇼》 (2006년 2월 14일)
- 《앙드레 김 상해마트 패션쇼》 (2006년 4월 5일)
- 《에버랜드 개장 30주년 기념 축제 - 앙드레 김 자선 패션쇼》 (2006년 4월 15일)
- 《UNICEF 기금 마련 앙드레 김 패션쇼》 (2006년 7월 23일)
- 《2006 미스코리아 선발대회 - 앙드레 김 패션쇼》 (2006년 8월 3일)
- 《앙드레김 아뜰리에 - 2006 하반기 신제품 발표회 기념 패션쇼》 (2006년 8월 30일)
- 《세계평화축전 개막식 - 앙드레 김 패션쇼》 (2006년 9월 21일)
- 《국민은행 E-QUEENS 앙드레김 카드 출시 기념 패션쇼》 (2006년 10월 26일)
- 《2006 피스퀸컵 국제축구대회 전야제 - 앙드레 김 패션쇼》 (2006년 10월 27일)
- 《제44회 영화의 날 기념식 - 앙드레 김 패션쇼》 (2006년 11월 6일)
- 《해외 유출 문화제 환수 기금 마련 패션쇼》 (2006년 11월 13일)
- 《앙드레김 패션쇼 - 앙코르와트 판타지아》 (2006년 12월 11일)
- 《2006 삼성하우젠 K리그 대상 시상식 - 앙드레 김 패션쇼》 (2006년 12월 20일)
- 《2007 세계남자모델대회》 (2007년 2월 10일)
- 《2007 앙드레 김 베스트 스타 어워드》 (2007년 4월 30일)
- 《2007 앙드레 김 패션쇼 - 강릉》 (2007년 5월 16일)
- 《2008 베이징 세계축제를 위한 앙드레 김 패션쇼》 (2007년 7월 12일)
- 《2007 미스코리아 선발대회 - 앙드레 김 패션쇼》 (2007년 7월 27일)
- 《하이원 세계여자모델대회》 (2007년 8월 25일)
- 《앙드레 김 라이트》 (2007년 9월 5일)
- 《2007 코리아 드라마 페스티벌 - 앙드레 김 드라마 패션쇼》 (2007년 9월 8일)
- 《세계지식포럼을 위한 앙드레 김 아트 콜렉션》 (2007년 10월 18일)
- 《2008 람사르 총회 D-1년 특별기획 - 앙드레 김 패션 판타지아》 (2007년 11월 9일)
- 《2007 크리스마스 앙드레 김 패션 판타지아》 (2007년 11월 19일)
- 《앙드레 김 UNICEF 기금 마련 패션쇼》 (2007년 11월 26일)
- 《중앙일보 창간 62주년 기념 및 불우이웃돕기 자선 패션쇼 - 앙드레 김 패션 판타지아》 (2008년 1월 26일)
- 《LG생활건강 바이테리 메이크업 패션쇼》 (2008년 2월 28일)
- 《Preview in Shanghai - 앙드레 김 오프닝 패션쇼》 (2008년 4월 22일)
- 《프레타포르테 부산 08/09 FW 컬렉션 - 앙드레 김 패션쇼》 (2008년 4월 29일)
- 《KB &d카드 출시 기념 앙드레 김 패션쇼 - 2009 봄, 여름을 위한 환상곡》 (2008년 5월 6일)
- 《Z:IN[지:인] 아트벽지 'Art Culture In 宮' 앙드레 김 패션쇼》 (2008년 5월 16일)
- 《2008 세계 위생의 해 기념 UNICEF 후원의 밤 - 앙드레 김 특별 패션쇼》 (2008년 5월 26일)
- 《인천국제공항 2단계 그랜드 오픈 - 앙드레 김 패션쇼》 (2008년 5월 29일)
- 《맨허튼 세계남성모델선발대회 - 오프닝 패션쇼》 (2008년 6월 3일)
- 《2008 피스 퀸 컵 전야제 - 앙드레 김 패션쇼》 (2008년 6월 13일)
- 《세계발리패션위크 2008 전야제 - 앙드레 김 패션쇼 '신들의 땅 발리의 전설》 (2008년 8월 25일)
- 《2008 한-러 교류축제 개막공연 - 앙드레 김 패션쇼》 (2008년 9월 21일)
- 《2008 앙드레 김 패션 판타지아》 (2008년 9월 27일)
- 《송도컨벤시아 개관식 - 앙드레 김 패션쇼》 (2008년 10월 7일)
- 《2008 앙드레 김 패션쇼》 (2008년 10월 16일)
- 《제주 앙드레 김 패션쇼 - 허니문! 사랑과 낭만 그리고 추억》 (2008년 10월 19일)
- 《2012 여수세계박람회 성공 개최 기념 - 앙드레 김 패션쇼》 (2008년 10월 24일)
- 《2008 앙드레 김 희망 나눔 패션쇼》 (2008년 11월 24일)
- 《2009 아시아 모델상 시상식 - 앙드레 김 패션쇼》 (2009년 2월 15일)
- 《앙드레 김 패션 판타지아 in 방콕》 (2009년 3월 7일)
- 《Preview in Shanghai 2009 - 앙드레 김 패션쇼》 (2009년 4월 22일)
- 《숭례문 복원을 위한 앙드레 김 쥬얼리 패션쇼》 (2009년 4월 28일)
- 《Starry Night in 宮'》 (2009년 9월 15일)
- 《2009 대구국제오페라축제(DIOF) 개막 축하연 - 앙드레 김 오페라 패션쇼》 (2009년 9월 18일)
- 《2009 강남 패션페스티벌 - 앙드레 김 패션아트 컬렉션》 (2009년 9월 22일)
- 《2009 세계지식포럼을 위한 앙드레 김 패션아트 컬렉션》 (2009년 10월 15일)
- 《2009 앙드레 김 베스트 스타 어워드》 (2009년 11월 27일)
- 《한국도자기 - 앙드레 김 패롯 런칭 패션쇼》 (2010년 3월 2일)
- 《2010 디지털 케이블 TV쇼 - 앙드레 김 패션 판타지아》 (2010년 3월 3일)
- 《2010 Preview in China - 앙드레 김 패션쇼》 (2010년 3월 29일)

## 방송 출연
- KBS 《자니 윤 쇼》 게스트 (1989년 4월 5일)
- MBC 《성공시대》 (2000년 2월 13일)
- SBS 《한밤의 TV연예》 (2002년 5월 30일)
- itv 《자니윤의 What's Up》 (2002년 10월 20일)
- 아리랑TV 《프레타 포르테 부산 2003》 (2002년 11월 25일)
- KBS 《행복채널》 (2002년 12월 4일) - 앙드레 김, 윤정희
- KBS 연예대상 (2002년 ~ 2009년)
- KBS KOREA 《조영남이 만난 사람 - 디자이너 앙드레 김》 (2003년 6월 4일)
- MBC 《사과나무》 (2004년 10월 9일)
- MBC 《스타스페셜 생각난다》 게스트 (2005년 12월 9일 ~ 12월 16일)
- SBS 《한수진의 선데이 클릭 - 패션 인생 반세기, 앙드레 김 편》 (2005년 12월 18일)
- KBS《수요기획 - 70대 전성기 앙드레 김을 만나다》 (2006년 4월 26일)
- SBS 《좋은 아침 - 세계속에 한국을 알리는 대한민국 대표 디자이너 앙드레 김》 (2007년 1월 11일)
- KBS 《아침마당 인생수첩 - 디자이너 앙드레김 편》 (2008년 9월 1일)
- MBC 《기분좋은 날 - 세계적인 디자이너 앙드레 김 - 나는 일과 결혼했다》 (2008년 10월 31일)
- MBC 《희망특강 파랑새 - 패션계의 거장, 앙드레 김!》 (2009년 5월 15일)
- SBS 《SBS 스페셜 - 앙드레 김, 일곱 겹 인터뷰로 그리다》 (2009년 9월 20일)

## 저서
- 《앙드레 김 My Fantasy》 2002년 8월, 아침나라 ISBN 978-89-5587-200-2

## 앙드레 김을 연기한 배우들
- 박선웅 - 《국제시장》

## 기타
온라인 게임 그라나도 에스파다에는 앙드레 김을 모티브로 하는 앙드레 장쥐르라는 캐릭터가 나왔는데 예상외로 큰 인기를 끌었다.
고향마을인 구파발은 1973년에 서울의 확장으로 서울에 편입되었으나 '서울 사람'대신 '고양 사람'의 정체성을 유지하였다. 앙드레 김은 초등학교는 고양군 시절의 신도초등학교를, 중학교는 현재 고양시 지역의 학교를, 고등학교는 고향과 꽤 떨어진 서울의 학교를 다녔다.
그가 가장 좋아하는 색깔은 흰색이며, 실제로 그는 생전 늘 흰색 옷과 바지만 입고 다녔으며 패션의 전체적인 컬러 역시 흰색 계통을 유지했다. 이는 생전 그의 어머니가 가난한 집안형편에도 늘 자식들에게 백색의 옷만 입혔기 때문에, 앙드레 김에게 흰색은 어머니에 대한 그리움 그 자체였던 것이다.

## 수상
- 1997년 화관문화훈장 수훈
- 1999년 11월 6일 미국 샌프란시스코 시로부터 훈장, '앙드레 김의 날(Andre Kim's Day)' 선포됨
- 2000년 프랑스 예술문학훈장 수훈
- 2005년 한국 복식학회 '최고의 디자이너상' 수상
- 2007년 제7회 자랑스런 한국인 대상
- 2008년 보관문화훈장 (3등급) 수훈
- 2009년 아시아 모델 페스티벌 어워즈 국제문화교류 공로상 수상
- 2010년 금관문화훈장 (1등급, 추서)

## 같이 보기
- 옷로비 사건 (1999년)
- 국제시장